# Ozerki (metrostation)
Ozerki (Russisch: Озерки) is een station van de metro van Sint-Petersburg. Het station behoort tot de Moskovsko-Petrogradskaja-lijn en werd geopend op 19 augustus 1988. Het metrostation ligt in een noordelijke buitenwijk van Sint-Petersburg en dankt zijn naam ("Meertjes") aan de wijk waarin het ligt. Ten westen van het station bevindt zich een aantal kleine meren.
Het station ligt 59 meter onder de oppervlakte en beschikt over een perronhal met een gewelfd plafond. Het bovengrondse toegangsgebouw bevindt zich op de splitsing van de Prospekt Engelsa (Engelslaan) en de Vyborgskoje sjosse (Vyborgweg). In de perronhal zijn op een wand en op de vloer mozaïeken met boommotieven aangebracht. De verlichting bestaat uit kleine bollen aan het plafond, die als moleculen met elkaar verbonden zijn.
Oorspronkelijk was station Ozerki verder naar het westen gepland, bij het gelijknamige spoorwegstation, maar vanwege de geringe bevolkingsdichtheid van dat gebied werd uiteindelijk voor de huidige locatie gekozen.